# Kreosotbusk-ordenen
Kreosotbusk-ordenen (Zygophyllales) er en lille orden, der har arter udbredt i Mellem- og Sydamerika. Den har kun to familier.
| Familier |

- Krameriaceae
- Kreosotbusk-familien (Zygophyllaceae)

I det ældre, Cronquists system, var Zygophyllaceae henregnet til Sapindales, mens Krameriaceae hørte til hos Polygalales.